# Andreas Fritz

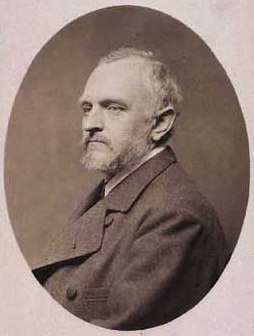
Andreas Fritz.

Andreas Fritz, född den 2 november 1828 i Mou prästgård på Jylland, död den 22 februari 1906 på Louisenhøj vid Marselisborg, var en dansk landskapsmålare. Han var far till Marcus Fritz.
Från 1845 till 1848 studerade han på konstakademien, vars skolor han ånyo besökte efter att ha deltagit i första slesvigska kriget. Under 
åtskilliga år livnärde han sig därefter som porträttmålare och fotograf i Aarhus, till dess 1870 hans stora tavla från Marselis bokskog väckte allmän 
uppmärksamhet. Sedermera intog han en ganska framstående plats bland danska landskapsmålare av den äldre skolan.